# Kilkenny City
Kilkenny City was een Ierse voetbalclub uit Kilkenny. Op 18 januari 2008 maakte de club bekend dat ze zich terugtrokken uit de competitie wegens financiële problemen, slechte resultaten en teruglopende toeschouwersaantallen.

## Geschiedenis
De club werd in 1966 opgericht als EMFA en nam in 1989 pas de naam Kilkenny City aan, EM stond voor Emmett Street en FA voor Fatima Place. In 1997 werd de club met 11 punten voorsprong op Drogheda United kampioen in de tweede klasse en promoveerde voor het eerst naar de hoogste klasse. Na één seizoen degradeerde de club weer en in 2000 kon de club opnieuw voor één seizoen terugkeren naar de hoogste klasse.